# Molophilus (Molophilus) strix
Molophilus (Molophilus) strix is een tweevleugelige uit de familie steltmuggen (Limoniidae). De soort komt voor in het Australaziatisch gebied.